# Satrape du Collège de 'Pataphysique
Pour les articles homonymes, voir Satrape (homonymie).
Satrape (du grec ancien σατράπης satrápês, lui-même adapté de l'iranien xšaθrapā, du vieux perse xšaθrapāvan, signifiant « protecteur du pays ») est le titre porté par certains membres du Collège de 'Pataphysique, en allusion aux satrapes de l'Empire achéménide.

## Les représentants du Collège
Le corps des Satrapes symbolise la gratuité du Collège : il « n'est soumis à aucune règle et ne s'en donne aucune (...) ne se réunit qu'à son escient et nul n'y est tenu à une présence indispensable, ni aucun enseignement ou activité », etc. Il est présidé par un Modérateur Amovible sans aucun pouvoir (« Il ne s'autoriserait même pas à réclamer le silence »). Le Corps des Satrapes se recrute lui-même, par cooptation, mais bien qu'il n'obéisse à aucune règle, il a une fonction primordiale au sein du Collège de 'Pataphysique : en cas de décès ou disparition du Vice-Curateur, c'est lui qui désigne le Conventicule Quaternaire d'où sort l'Unique Électeur du nouveau Vice-Curateur.
Ce titre représentatif est attribué à des personnalités proches du Collège, principalement humaines (Jacques Prévert, Boris Vian, Joan Miró, René Clair, Max Ernst, Pierre Mac Orlan, Umberto Eco, Man Ray, etc.). Le Corps des Satrapes accueille également des animaux (Lutembi), des Satrapes à titre posthume (Ariston de Chio, Roland Topor), des Satrapes à titre emblématique (le Khan des Tartares Ouïghours) et la Quatrième République.
Eugène Ionesco, intégré au corps des satrapes en 1957 déclara : « Je suis couvert de galons. Non seulement je suis membre de l'Académie française, mais aussi de l'académie du Maine, de celle du Monde latin, de celle des Arts et Lettres de Boston, de celle de Vaucluse, et je suis, surtout, c'est mon titre le plus important, Satrape du Collège de 'Pataphysique ; le Collège de 'Pataphysique couronne, d'ailleurs, toutes les académies passées, présentes et futures ».
Et Fernando Arrabal, satrape depuis 1990, décrit ainsi son accession au titre : « J'ai effectivement reçu le titre de "Satrape", ce qui est un grand honneur. Lors d'une cérémonie particulièrement émouvante, on m'a remis un diplôme ainsi qu'une sorte de mystérieuse petite peluche qui ressemblait à un panda. Vous savez, le Collège n'a compté que très peu de "Satrapes" ».

## Liste des satrapes du Collège de 'Pataphysique
| Identité (précisions éventuelles)                               | Date d'élection   |
| --------------------------------------------------------------- | ----------------- |
| Maurice Bazy (Modérateur Amovible à compter du 9 mai 2001)      | 11 mai 1948       |
| P. Lié                                                          | 11 mai 1948       |
| Lutembi (crocodile)                                             | 11 mai 1948       |
| Mata-Mata (Matamata de Sandomir)                                | 11 mai 1948       |
| Opach                                                           | 11 mai 1948       |
| Maurice Saillet                                                 | 11 mai 1948       |
| Oktav Votka (Modérateur Amovible de mai 1948 à sa mort)         | 11 mai 1948       |
| Raymond Queneau                                                 | 11 février 1950   |
| Ariston de Chio (à titre posthume)                              | 11 mai 1953       |
| La Byronnette (tiré d'un poème de Léon-Paul Fargue)             | 11 mai 1953       |
| Marcel Duchamp                                                  | 11 mai 1953       |
| Ergé (chien de Jacques Prévert)                                 | 11 mai 1953       |
| Max Ernst                                                       | 11 mai 1953       |
| Jean Mollet                                                     | 11 mai 1953       |
| Pascal Pia                                                      | 11 mai 1953       |
| Jacques Prévert (Modérateur Amovible à compter du 6 avril 1960) | 11 mai 1953       |
| La Quatrième République                                         | 11 mai 1953       |
| Camille Renault                                                 | 11 mai 1953       |
| Marx Brothers                                                   | 11 mai 1953       |
| Boris Vian                                                      | 11 mai 1953       |
| René Clair                                                      | 14 avril 1957     |
| Jean Ferry                                                      | 14 avril 1957     |
| Michel Leiris                                                   | 14 avril 1957     |
| Eugène Ionesco                                                  | 14 avril 1957     |
| Joan Miró                                                       | 14 avril 1957     |
| Philippe Quinault (à titre posthume)                            | 14 avril 1957     |
| Jean Dubuffet (démissionne en janvier 1966)                     | 23 mars 1960      |
| Abba Jérôme Gabra Musié                                         | 23 mars 1960      |
| Paul-Émile Victor                                               | 23 mars 1960      |
| Henri Jeanson                                                   | 28 août 1961      |
| Farfa                                                           | 17 novembre 1963  |
| Man Ray                                                         | 21 février 1963   |
| François Laloux                                                 | 29 septembre 1965 |
| Latis                                                           | 29 septembre 1965 |
| Renato Mucci                                                    | 29 septembre 1965 |
| Kazuo Watanabe                                                  | 29 septembre 1965 |
| Pierre Mac Orlan                                                | 5 juillet 1968    |
| Maurits Cornelis Escher                                         | 8 septembre 1971  |
| Noël Arnaud                                                     | 5 juillet 1990    |
| Fernando Arrabal (Modérateur Amovible à compter du 2 mai 2014)  | 5 juillet 1990    |
| Jean-Christophe Averty                                          | 5 juillet 1990    |
| Enrico Baj                                                      | 5 juillet 1990    |
| André Blavier                                                   | 5 juillet 1990    |
| Jean Baudrillard                                                | 21 avril 2001     |
| Henri Bouché                                                    | 21 avril 2001     |
| Camilo José Cela                                                | 21 avril 2001     |
| Umberto Eco                                                     | 21 avril 2001     |
| Dario Fo                                                        | 21 avril 2001     |
| Barry Flanagan                                                  | 21 avril 2001     |
| Papillon (âne)                                                  | 21 avril 2001     |
| Edoardo Sanguineti                                              | 21 avril 2001     |
| Roland Topor (à titre posthume)                                 | 21 avril 2001     |
| Barbara Wright                                                  | 21 avril 2001     |
| Elis Ernst Eriksson                                             | 2003              |
| Benoît Mandelbrot                                               | 15 décembre 2009  |
| Panamarenko                                                     | 15 décembre 2009  |
| Olivier O. Olivier (à titre posthume)                           | 8 septembre 2012  |
| Jacques Carelman (à titre posthume)                             | 8 septembre 2012  |
| Dominique Noguez                                                | 8 septembre 2012  |
| Simon Leys                                                      | 8 septembre 2012  |
| Guénolé Azerthiope                                              | 3 octobre 2015    |
| Gavin Bryars                                                    | 3 octobre 2015    |
| Luigi Serafini                                                  | 8 juin 2016       |
| Eduardo Kac                                                     | 11 août 2017      |
| Thieri Foulc                                                    | 6 novembre 2019   |
| Paul Etienne Lincoln                                            | 6 novembre 2019   |
| Dawn Adès                                                       | 1er octobre 2023  |
| Claude Debon                                                    | 1er octobre 2023  |
| Robert Florkin                                                  | 1er octobre 2023  |
| Henri Paul de Saint-Gervais                                     | 1er octobre 2023  |
| Les Frères Quay                                                 | 1er octobre 2023  |

Sont également membres à titre emblématiques le Khan des Tartares Ouïghours et le Président du Syndicat libre des Sociétés Anonymes de vidange.

### La Terrasse des Trois Satrapes
Une très grande terrasse, située dans la Cité Véron à l'arrière du bâtiment du Moulin Rouge, dite « Terrasse des Trois Satrapes » (pour désigner Boris Vian, Jacques Prévert et son chien Ergé), était commune à l'appartement de Boris Vian et celui de Jacques Prévert.

### Textes
- Collectif, Viridis Candela, publié de 1950 par le Collège de 'Pataphysique.
- Collectif, sous la direction du corps des Provéditeurs du Collège de 'Pataphysique, Les Très Riches Heures du Collège de ’Pataphysique, Librairie Arthème Fayard, 2000, pp. 22-25.
- Irénée-Louis Sandomir, Statuts du Collège de 'Pataphysique, Titre II, Art. 6, Collège de 'Pataphysique, 1948 (1e édition).
- Sous-commission du grand extérieur, Communiqué, 20 avril 2001.